# Ana Vitória Magalhães
Ana Vitória Gouvea Vieira Almeida Magalhães (* 24. Oktober 2000 in Rio de Janeiro), auch Tota genannt, ist eine brasilianische Radrennfahrerin.

## Sportlicher Werdegang
Magalhães stammt aus Rio de Janeiro. Mit 20 Jahren, Ende 2020, gewann sie das Rennen L'Étape Brasil by Le Tour de France.
2021 wurde sie brasilianische U23-Meisterin im Straßenrennen und Einzelzeitfahren, 2022 wiederholte sie diese Erfolge. War sie bislang für das brasilianische Team Lulufive gefahren, wurde sie im Herbst vom spanischen Soltec-Team für die Teilnahme an der Ceratizit Challenge, dem Vorläufer der Vuelta Femenina, unter Vertrag genommen und unterzeichnete für 2023 beim spanischen Kontinentalteam Bizkaia-Durango.
Mit Bizkaia-Durango fuhr sie 2023 eine Reihe von Rennen in Spanien, auch auf WorldTour-Niveau, und war in der Vuelta Femenina und dem Giro Donne am Start. Ihren bislang größten Erfolg erzielte sie bei den brasilianischen Meisterschaften, wo sie erstmals das Straßenrennen der Elite gewann. Für 2024 wechselte sie zum italienischen Team BePink. Sie machte in der WorldTour mehrmals als Ausreißerin auf sich aufmerksam und fuhr erneut den Giro Donne, den sie diesmal erfolgreich zu Ende fuhr. Zuvor war sie Landesmeisterin im Einzelzeitfahren geworden. Für 2025 und 2026 wechselte sie zu Movistar.
International vertrat Magalhães ihr Land seit 2021 bei den Panamerika-Meisterschaften, wo sie 2022 und 2023 Top-10-Resultate hatte, bei den Panamerikanischen Juniorenspielen 2021, den Südamerika-Spielen 2022 sowie den Panamerika-Spielen 2023. In den Straßenradsport-Weltmeisterschaften ging sie 2022 erstmals an den Start. Im olympischen Straßenrennen 2024 kam sie auf den 74. Platz.

## Erfolge
2021
 Brasilianische U23-Meisterin – Straßenrennen, Einzelzeitfahren
2022
 Brasilianische U23-Meisterin – Straßenrennen, Einzelzeitfahren
2023
 Brasilianische Meisterin – Straßenrennen
2024
 Brasilianische Meisterin – Einzelzeitfahren